# Strukturarbetslöshet
Strukturarbetslöshet är en långsiktig, kvardröjande arbetslöshet. Den utgörs av skillnaderna mellan efterfrågan på arbetskraft och sammansättningen av arbetskraftsutbudet i den aktuella regionen, branschen, yrket eller utbildningen.

## Beskrivning
Strukturarbetslöshet kan beskrivas som en kombination av klassisk arbetslöshet (som beror på för höga reallöner) samt friktionsarbetslöshet (som beror på sök- och matchningsproblem på arbetsmarknaden). På en fri marknad där prismekanismen är avgörande för ett företags fortlevnad händer det att vissa näringsgrenar krymper, samtidigt som andra expanderar. De arbetslösa som de mindre konkurrenskraftiga grenarna lämnar efter sig kan uppleva vissa svårigheter att ta sig in på de växande delarna av marknaden, och risken att de fastnar i arbetslöshet är mycket stor.
Under 1900-talets senare hälft skakades många bruksorter i Bergslagen av industrinedläggningar, samtidigt som tjänstesektorn växte kraftigt i storstäderna. Detta var befolkningen i de drabbade samhällena sällan hjälpta av, eftersom de flesta av dem saknade den utbildning som den nya marknaden efterfrågade. Förr kunde arbetslösa ta kroppsarbeten, om de var friska och starka, men sådana arbeten har i hög grad ersatts av maskiner som kräver kunniga operatörer. Arbetsgivare ställer högre och högre krav på utbildning eller erfarenhet, vilket gör det svårt för de med oefterfrågade erfarenheter. För arbeten som inte kräver så stor utbildning eller erfarenhet, såsom butiksbiträde och andra serviceyrken vill man ha "social kompetens" och gärna yngre som anses ha lättare att anpassa sig.